# ديفيد مورغان (عالم اجتماع)
ديفيد مورغان (بالإنجليزية: David Hopcraft John Morgan)‏ هو عالم اجتماع بريطاني، ولد في 1937.